# 薛菁华
薛菁华（1945年10月7日—），祖籍江苏无锡，生于上海，中国芭蕾舞舞蹈家，中国舞蹈家协会顾问，第四届全国人大代表。因在电影版芭蕾舞剧《红色娘子军》扮演吴琼花而为人熟知。